# Trinidad (Uruguay)
Trinidad es una ciudad uruguaya, capital del departamento de Flores. Cuenta con una población de 22 893 habitantes (Censo Nacional 2023). Antiguamente era llamada Santísima Trinidad de los Porongos, o simplemente Porongos. Sus habitantes son conocidos como porongueros, por hallarse la ciudad en cercanías del arroyo Porongos, o como trinitarios.

## Ubicación
La ciudad de Trinidad se encuentra localizada en la zona centro del departamento de Flores, sobre la Cuchilla Porongos, entre los arroyos Sarandí y Porongos y en el cruce de las rutas nacionales 3, 14 y 57.

## Historia
Existen controversias en torno al origen de la ciudad y a sus fundadores. Las investigaciones realizadas por Fernando Gutiérrez afirman que a comienzos del siglo XIX, dos personajes tuvieron un papel relevante en el surgimiento de Porongos, ellos fueron Francisco Fondar (o Jondar) y Fray Manuel de Ubeda (o Weda). Previamente durante el siglo XVIII había surgido la necesidad de colonizar la campaña oriental, debido al peligro de la penetración clandestina desde las desprotegidas fronteras.
El territorio que actualmente ocupa el departamento de Flores perteneció a partir de la segunda mitad del siglo XVIII a dos latifundistas: Francisco Alzáibar y Manuel Ignacio de la Cuadra. A comienzos de la revolución oriental de 1811, dos terceras partes del territorio eran propiedad de la sucesión Cuadra-Durán y una tercera a la sucesión Solsona-Alzáibar.
El surgimiento de Porongos fue dado por la lucha permanente entre el proletariado representado por Francisco Fondar y el latifundista de Cuadra, que se oponía a la formación del pueblo.
En 1801, más de setenta habitantes de la zona, dirigidos por el Francisco Fondar solicitaron permiso al Virrey para la construcción de una capilla que se ubicaría al oeste del arroyo Porongos. Aquella solicitud tuvo acepción por parte del virrey, a pesar de la oposición del terrateniente de la Cuadra. A comienzos de 1802 se concedió la autorización solicitada, y el 1 de febrero de ese año, Fray Manuel de Ubeda recibió la dirección de la capilla. Cinco meses más tarde de inaugurado el templo, Fondar solicitó la autorización para erigir un pueblo alrededor de la capilla, pero tal petición fue denegada. Luego que de Cuadra falleció, la viuda Inés Durán decidió terminar con la disputa, donando una legua y media cuadrada de terreno a favor de Fray Manuel de Ubeda, la cual le fue otorgada el 14 de abril de 1804, para que, autorización mediante de las autoridades, se repartieran dichas tierras entre los vecinos y todo aquel quisiera poblar el lugar. El pueblo que surgió así, se denominó Porongos, ya que en la zona abundaba una calabaza silvestre, amarga con forma oblonga que era llamada así.
Los habitantes de la entonces villa Porongos participaron de la revolución oriental de 1811, tanto en el encuentro de Las Piedras y en el éxodo de octubre. Pero además su pueblo soportó la ocupación contrarrevolucionaria; y su inmediata liberación fue dispuesta por Artigas. Muchos años más tarde, el 22 de julio de 1830 los habitantes de la villa de la Santísima Trinidad prestaron juramento público a la Constitución del Estado en el centro de la plaza Constitución.
A mediados del siglo XIX, la localidad no había logrado grandes avances, su población se mantenía estable entre 500 y 600 habitantes, ubicada en una zona ganadera. El 30 de diciembre de 1885, la villa pasa a ser capital del departamento de Flores al dictarse la ley 1.854 que creó dicho departamento.
Luego de cien años de su fundación, sus habitantes se reunieron en asamblea para fijar la fecha de celebración del centenario de la villa, ya que el nacimiento del pueblo fue la consecuencia de un proceso con altibajos, por lo que no existía una fecha exacta para su fundación. Dicha asamblea reunida en agosto de 1902, en el Club 25 de Mayo, aprobó la iniciativa de fijar una fecha intermedia entre los años de 1802 y 1803, eligiéndose enero de 1803. Sin embargo, las celebraciones programadas fueron impedidas por los sucesos políticos del momento; y la iniciativa del diputado por el departamento de Flores don Antonio G. Gasa quién se recogió en la ley N.º 2829 de julio de 1903 la cual expresaba «desde el día 18 de julio de 1904, fecha del primer centenario de la fundación del pueblo de Trinidad, capital del departamento de Flores, declárasele ciudad, con todas las prerrogativas consiguientes a ese rango».

## Evolución poblacional
La ciudad de Trinidad cuenta en la actualidad con 22 893 habitantes según el censo de 2023. Su población no ha experimentado aumentos significativos en los últimos 20 años lo que acarrea un estancamiento poblacional, dado la emigración, principalmente de franjas que oscilan entre los 20-29 años, hacia otras ciudades y la capital del país.
| 8317          | 15 466 | 17 587 | 18 372 | 20 031 | 20 982 | 21 429 | 22 893 |
| (Fuente: INE) |        |        |        |        |        |        |        |

## Economía

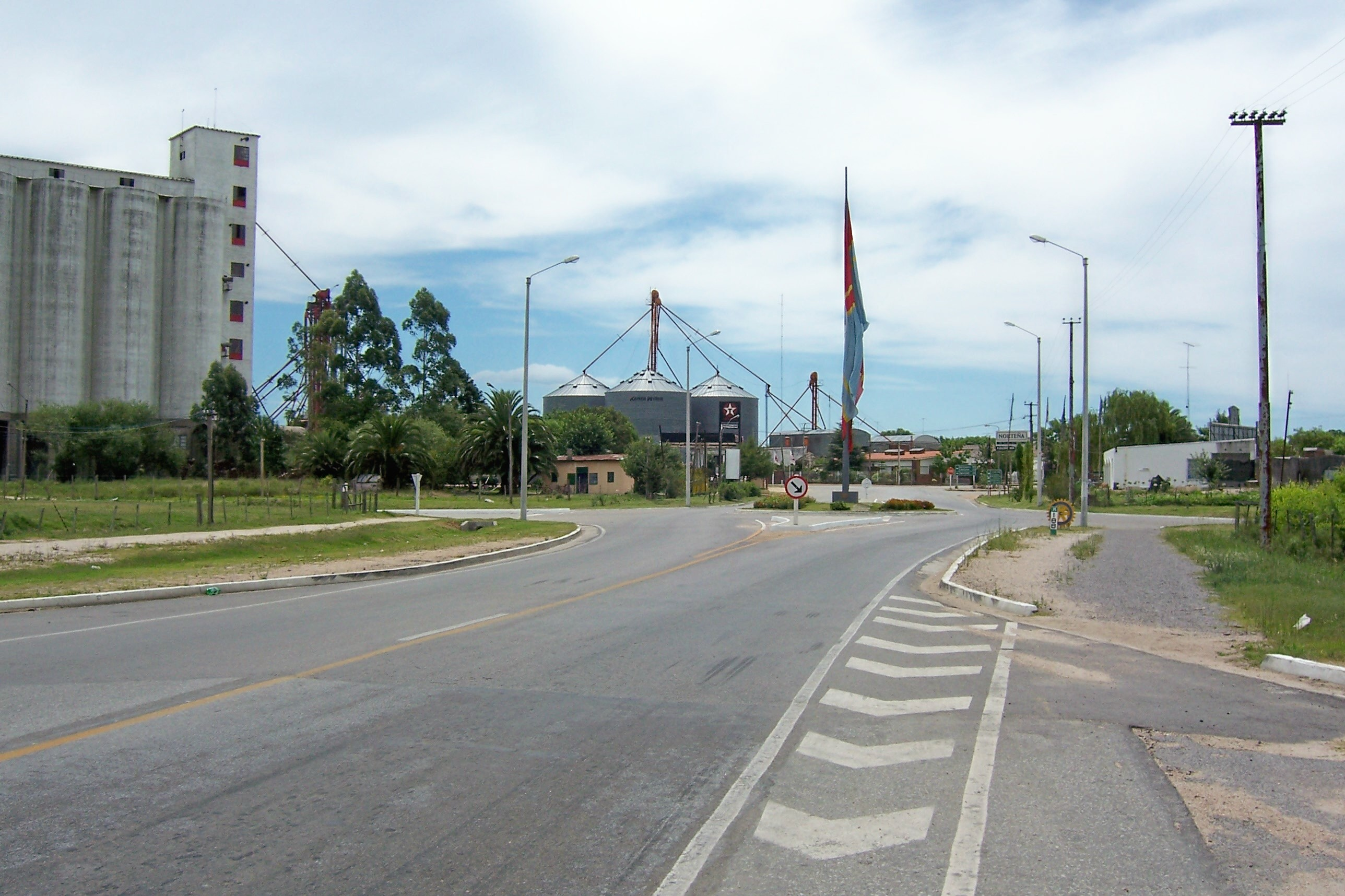
Entrada sur a la ciudad, por la ruta 3, donde se destaca la planta de silos.

Las principales actividades económicas de la ciudad son la industria vinculada al sector agropecuario y los servicios.
En cuanto a la industria se destacan:
- Lanas Trinidad: es la principal empresa productora y exportadora de lana peinada en tops del país. Sus productos son exportados a los principales mercados del mundo. En la planta industrial, que se encuentra ubicada en la ciudad de Trinidad, se llevan a cabo los procesos de lavado y peinado.[5]
- Frigorífico La Trinidad: se encuentra ubicado a dos km de la ciudad, se dedica a la faena de bovinos y ovinos y además es una de las plantas autorizadas por el MGAP para faenar ñandúes.[6]

En cuanto al sector servicios se caracteriza por ser reducido y se dirigen básicamente a atender las demandas de la población de la ciudad. El sector de comercio, restaurantes y hoteles es también muy acotado.
Relacionada con la actividad agropecuaria del departamento se destaca la Unión Rural de Flores (URF) que tiene su sede en la ciudad de Trinidad, sus comienzos estuvieron vinculados fundamentalmente a la comercialización de los productos pecuarios como lana, cueros y granos. En 1974 fue inaugurada la Planta de Silos de Trinidad; la cual fue primera por sus características construida en Uruguay, con una capacidad de acopio de 15.500 toneladas (actualmente expandida a 23.900 toneladas). Desde sus inicios la planta fue administrada por URF y actualmente es de su propiedad.

## Servicios

### Educación
La ciudad de Trinidad cuenta en materia de educación primaria con 13 escuelas públicas y 3 colegios privados.
En cuanto a la educación secundaria existen en la ciudad dos liceos públicos, tres privados y una escuela técnica (UTU).
En referencia a la educación terciaria, existe el Instituto de Formación Docente de Trinidad.

### Salud
La ciudad cuenta con un hospital público dependiente de ASSE, el Hospital «Dr. Edison Camacho»; y con un sanatorio perteneciente a la cooperativa médica COMEFLO (Cooperativa Médica de Flores).

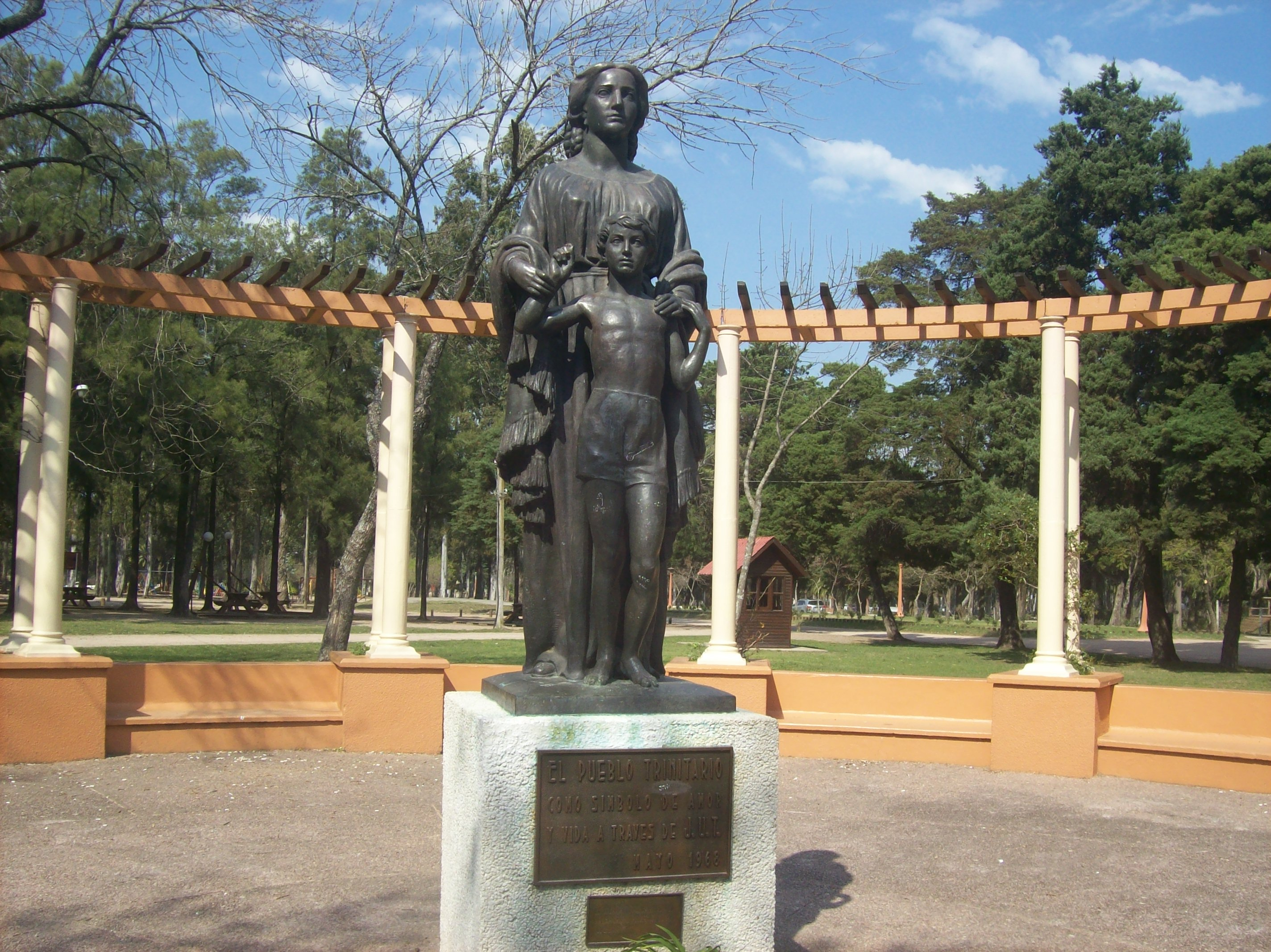
Monumento A la Madre. Ubicado en Trinidad, Flores, Uruguay

## Transporte

### Servicio de buses interdepartamentales
La ciudad se conecta con varias ciudades vecinas y con Montevideo a través de servicios regulares de buses. La Terminal Guyunusa es el principal punto para recoger y dejar pasajeros en bus. Entre los servicios interdepartamentales de buses se destacan los que tienen como destino: Montevideo y Paysandú, brindado por las empresas Agencia Central, Chadre, Núñez y COPAY; Durazno y Colonia brindado por Nossar; Salto, operado por Agencia Central, Chadre, Núñez y El Norteño; y Bella Unión brindado por la empresa El Norteño.

### Carreteras
La ciudad se encuentra comunicada a través de cuatro rutas nacionales:
- Ruta 3: conecta a la ciudad de Trinidad con las ciudades de San José y Montevideo (al sur), y con las ciudades de Paysandú, Salto y Bella Unión (al norte).
- Ruta 14: conecta a la ciudad con Mercedes (al oeste) y con Durazno (al este).
- Ruta 57: une Trinidad con la ciudad de Cardona (al suroeste).
- Ruta 23: la carretera nace de la ruta 3, 4 km al sur de la ciudad, y la une con la localidad de Ismael Cortinas.

## Lugares de interés

### Museo Histórico Departamental Dr. Fernando Gutiérrez

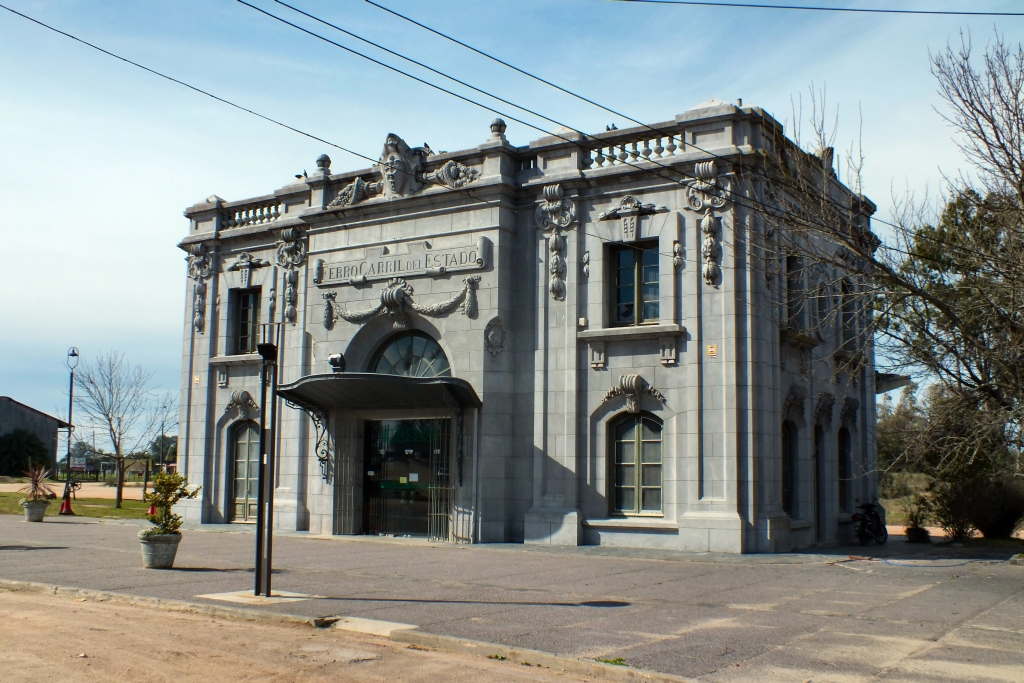
Antigua estación de trenes de la ciudad, hoy Museo Histórico Departamental.

El Museo Histórico Departamental Dr. Fernando Gutiérrez se encuentra ubicado en el antiguo edificio de la estación de trenes, próximo al parque Centenario, cuenta con cuatro salas de exhibición ubicadas en su planta baja.
El edificio fue construido en 1916 por la compañía norteamericana The Pan American Trans – Continental Railway Company, su arquitectura refleja el eclecticismo de su época, con influencias del clasicismo francés y de corrientes modernistas de principios de siglo XX.

### Plaza Constitución
Es la plaza principal de la ciudad, enmarcada por las calles Santísima Trinidad, Fray Ubeda, Francisco Fondar y Luis Alberto de Herrera. En su entorno se encuentran la iglesia de la Santísima Trinidad, la sede de la Intendencia Departamental, la Junta Departamental, la Jefatura de Policía, así como diferentes sedes y sucursales de instituciones tanto públicas como privadas.

### Reserva Dr. Tálice

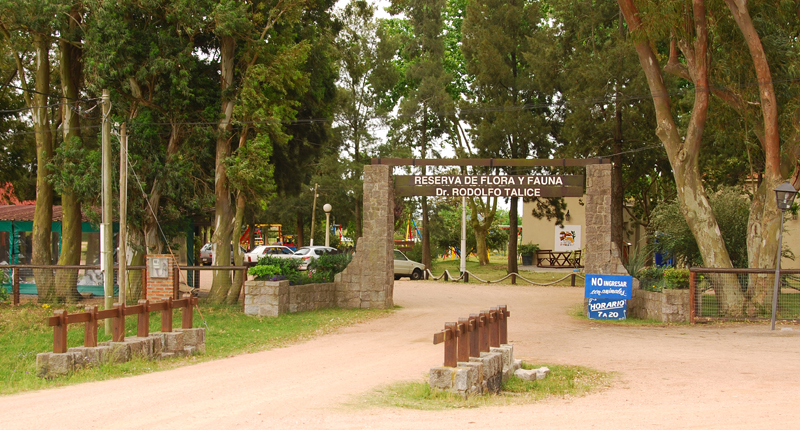
Acceso a la Reserva Tálice.

La Reserva de Flora y Fauna Dr. Rodolfo Tálice se encuentra ubicada próximo a la ciudad de Trinidad, a 3 km de la misma por la ruta 3. La misma cuenta con una superficie de 65 hectáreas, con más de 100 especies diferentes de fauna nativa y no nativa. Siendo uno de los principales atractivos turísticos del área.

### El Lago
A unos sesenta kilómetros de la ciudad hacia el norte, sobre el río Negro, se encuentra "El Lago", llamado así por sus pobladores, es un destino turístico principalmente en el verano, allí se realiza el Festival Del Lago, "Andresito le Canta al País", en enero recibe cantores de folklore de diferentes partes de Uruguay y también del exterior. Llegan al departamento muchos visitantes, el lugar cuenta con espacios para acampada, tiene churrasqueras, un hermoso parador, y lluveros donde la gente puede bañarse.

### Parque Centenario

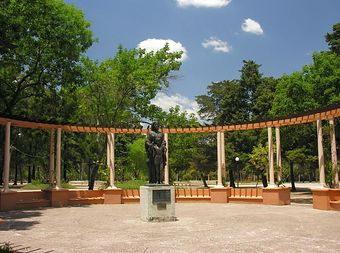
Parque Centenario.

La idea del Parque Centenario surge en 1929, cuando el diputado departamental Alberto C. Rodríguez y el presidente del Consejo Departamental de Flores, Dr. Justo R. Calcinardi, presentaron ante la Asamblea Representativa, un proyecto que incluía entre otras obras, la construcción de un parque que se denominaría «Centenario», en el marco de la celebración de los 100 años de la jura de la primera Constitución que se produciría en 1930.
La Asamblea Representativa aprobó el 14 de junio de 1929 el Decreto N.º 334, que en su artículo 5, disponía recursos económicos para la adquisición de la denominada «Quinta de Ladeuix», la cual se destinó inmediatamente a parque público, y recibió la denominación de «Parque Centenario». El propietario del predio era Luis Ladeuix. En aquella época tenían allí sus campos de juego varios clubes de fútbol. El 16 de agosto de 1929 el predio fue liberado al público y el parque se inauguró oficialmente el 25 de agosto de 1930, en el marco de las celebraciones del aniversario de la declaratoria de la Independencia. El día de la inauguración se llevó a cabo un partido de fútbol entre el seleccionado local y Sud América de Montevideo, en el parque Guillermo Rodríguez (la cancha de Porongos), ubicada dentro del predio del parque, y luego se realizó el acto inaugural del parque Centenario.

### Hipódromo Ituzaingó
El Hipódromo Ituzaingó, ubicado en el kilómetro 187 de la ruta 3, a 1 km de la ciudad de Trinidad, fue reinaugurado el 23 de marzo de 2003. La remodelación abarcó tribunas, baños, local de boleterías, empalizada, cien caballerizas y pista nueva.

### Sitios geológicos y arqueológicos
En las cercanías de Trinidad se encuentran dos sitios de excepcional destaque por su interés histórico:
- la Gruta del Palacio, formada por areniscas que datan del período Cretácico superior;
- las pinturas rupestres de Chamangá.

Ambos han sido objeto de numerosos estudios y, en la actualidad, se encuentran protegidos.

## Medios de comunicación
La ciudad cuenta con seis estaciones de radio, de las cuales una transmite en AM y las restantes cinco en FM, y un canal de TV (repetidora de TNU) analógico y digital.
- CX 156 1560 kHz AM «Difusora Americana»
- CX 209C 89.7 MHz FM «Radio Cinco»
- CXC 232C 94.3 MHz FM «El Camino» (comunitaria)
- CX 245 96.9 MHz FM «Radiodifusión Nacional del Uruguay» (aún no operativa)
- CX 263 100.5 MHz FM «Planetacien»
- CX 296 107.1 MHz «FM Sur»

- CXB-2 (C) Canal 5 (canal 2 VHF)
- Canal 5 (canal 30 UHF) Televisión Digital Terrestre

En materia de prensa escrita cuenta con el periódico «Ecos Regionales».
En Trinidad funcionan 2 sistemas de TV para abonados: TRINIDAD VIDEO CABLE y TELESHOW. Cada uno de ellos posee un canal con producción local.

## Ciudades hermanadas
- Villa Cisneros, en Campos de Refugiados de la provincia de Tinduf (Argelia),  República Árabe Saharaui Democrática[13]

## Galería
|  |  |  |